# Большая Чесноковка (село)
 Большая Чесноковка — село в Сергиевском районе Самарской области в составе сельского поселения Елшанка. 

## География
Находится на правом берегу реки Сок на расстоянии примерно 31 километра по прямой на юго-запад от районного центра села Сергиевск.

## История
Основано в 1703 году.

## Население
Постоянное население составляло 354 человека (русские 90%) в 2002 году, 328 в 2010 году.